# Chaparral (Colombia)
Chaparral è un comune della Colombia facente parte del dipartimento di Tolima. 
L'abitato venne fondato da Gaspar de Soria nel 1767.